# 南浦文之
南浦文之（なんぽぶんし、弘治元年（1555年） - 元和6年9月30日（1620年10月25日））は、安土桃山時代から江戸時代前期にかけての臨済宗の僧。
俗姓は湯佐氏（一説に和仁氏）。別名文之玄昌（ぶんしげんしょう）。別号雲興軒・時習斎。

## 経歴
弘治元年（1555年）に日向国飫肥の南郷外浦に生まれる。号の南浦はこの出生地に由来する。幼い頃から非凡ぶりを発揮し、文殊童と呼ばれていた。12歳のとき、現在の日南市南郷にあった延命寺（現、西明寺）と言う禅門に入り、諱は玄昌で、桂庵玄樹の孫弟子にあたる龍源寺の一翁玄心に禅と儒学を、明の江夏友賢に五経周易の宋学を学んだ。章句訓詁に秀で、15歳で京に上り東福寺龍吟庵の煕春竜喜の法嗣となり、雲興・懶雲・狂雲などとも号した。
慶長7年（1602年）、島津家久が創建した大竜寺の開山となり、翌8年（1603年）、島津氏の嘱により使として徳川家康に謁し、家康の薦めで建長寺に上堂秉払（じょうどうひんぼつ）の式を行い、後水尾天皇に召され宮中にて四書の新註の講を行うなど、その学識の深さで知られる。島津義久・家久らの深い帰依もあり、薩摩藩の明や琉球との外交文書を司っていた。桂庵玄樹に始まる薩南学派とよばれる朱子学を継ぎ、『四書集註』に玄樹が施した訓点を改訂した。
著書に『鉄炮記』『南浦文集』『日州平治記』『決勝記』などがある。
元和6年（1620年）9月30日、66歳で死去。墓所は鹿児島県姶良市の太平山安国寺（墓は国の史跡に指定）。
薩摩藩の剣術家であった東郷重位の剣術へ「示現流」との流派名を与えている。

## 主な著書
- 鉄炮記
- 南浦文集